# Německo na Zimních olympijských hrách 2018
Německo na ZOH 2018 reprezentovalo 153 sportovců, kteří soutěžili v 14 olympijských sportech.

## Medailisté
| Medaile | Jméno                                                            | Sport              | Disciplína                            | Datum     |
| ------- | ---------------------------------------------------------------- | ------------------ | ------------------------------------- | --------- |
| Zlato   | Laura Dahlmeierová                                               | Biatlon            | Ženy sprint                           | 10. února |
| Zlato   | Andreas Wellinger                                                | Skoky na lyžích    | Muži střední můstek jednotlivci       | 10. února |
| Zlato   | Arnd Peiffer                                                     | Biatlon            | Muži sprint                           | 11. února |
| Zlato   | Laura Dahlmeierová                                               | Biatlon            | Ženy stíhací závod                    | 12. února |
| Zlato   | Natalie Geisenbergerová                                          | Saně               | Ženy jednotlivkyně                    | 13. února |
| Zlato   | Eric Frenzel                                                     | Severská kombinace | Jednotlivci střední můstek/10 km      | 14. února |
| Zlato   | Tobias Wendl Tobias Arlt                                         | Saně               | Muži dvojice                          | 14. února |
| Zlato   | Aljona Savčenková Bruno Massot                                   | Krasobruslení      | Sportovní dvojice                     | 15. února |
| Zlato   | Johannes Ludwig Natalie Geisenbergerová Tobias Wendl Tobias Arlt | Saně               | Týmová štafeta                        | 15. února |
| Zlato   | Francesco Friedrich Thorsten Margis                              | Boby               | Muži dvojbob                          | 19. února |
| Zlato   | Johannes Rydzek                                                  | Severská kombinace | Muži jednotlivci velký můstek / 10 km | 20. února |
| Zlato   | Mariama Jamankaová Lisa Buckwitzová                              | Boby               | Ženy dvojbob                          | 21. února |
| Zlato   | Vinzenz Geiger Fabian Rießle Eric Frenzel Johannes Rydzek        | Severská kombinace | Muži družstva                         | 22. února |
| Zlato   | Francesco Friedrich Candy Bauer Martin Grothkopp Thorsten Margis | Boby               | Muži čtyřbob                          | 25. února |
| Stříbro | Katharina Althausová                                             | Skoky na lyžích    | Ženy střední můstek                   | 12. února |
| Stříbro | Dajana Eitbergerová                                              | Saně               | Ženy jednotlivkyně                    | 13. února |
| Stříbro | Jacqueline Löllingová                                            | Skeleton           | Ženy                                  | 17. února |
| Stříbro | Andreas Wellinger                                                | Skoky na lyžích    | Muži velký můstek jednotlivci         | 17. února |
| Stříbro | Simon Schempp                                                    | Biatlon            | Muži závod s hromadným startem        | 18. února |
| Stříbro | Karl Geiger Stephan Leyhe Richard Freitag Andreas Wellinger      | Skoky na lyžích    | Muži týmový závod                     | 19. února |
| Stříbro | Fabian Rießle                                                    | Severská kombinace | Jednotlivci velký můstek / 10 km      | 20. února |
| Stříbro | Selina Jörgová                                                   | Snowboarding       | Ženy paralelní obří slalom            | 24. února |
| Stříbro | Nico Walther Kevin Kuske Alexander Rödiger Eric Franke           | Boby               | Muži čtyřbob                          | 25. února |
| Stříbro | Družstvo mužů                                                    | Lední hokej        | Turnaj mužů                           | 25. února |
| Bronz   | Johannes Ludwig                                                  | Saně               | Muži jednotlivci                      | 11. února |
| Bronz   | Benedikt Doll                                                    | Biatlon            | Muži stíhací závod                    | 12. února |
| Bronz   | Toni Eggert Sascha Benecken                                      | Saně               | Muži dvojice                          | 14. února |
| Bronz   | Laura Dahlmeierová                                               | Biatlon            | Ženy vytrvalostní závod               | 15. února |
| Bronz   | Eric Frenzel                                                     | Severská kombinace | Muži jednotlivci velký můstek / 10 km | 20. února |
| Bronz   | Erik Lesser Benedikt Doll Arnd Peiffer Simon Schempp             | Biatlon            | Muži štafeta                          | 23. února |
| Bronz   | Ramona Theresia Hofmeisterová                                    | Snowboarding       | Ženy paralelní obří slalom            | 24. února |